# Cetema cereris
Cetema cereris är en tvåvingeart som först beskrevs av Fallen 1820.  Cetema cereris ingår i släktet Cetema och familjen fritflugor. Arten är reproducerande i Sverige. Inga underarter finns listade i Catalogue of Life.

## Bildgalleri

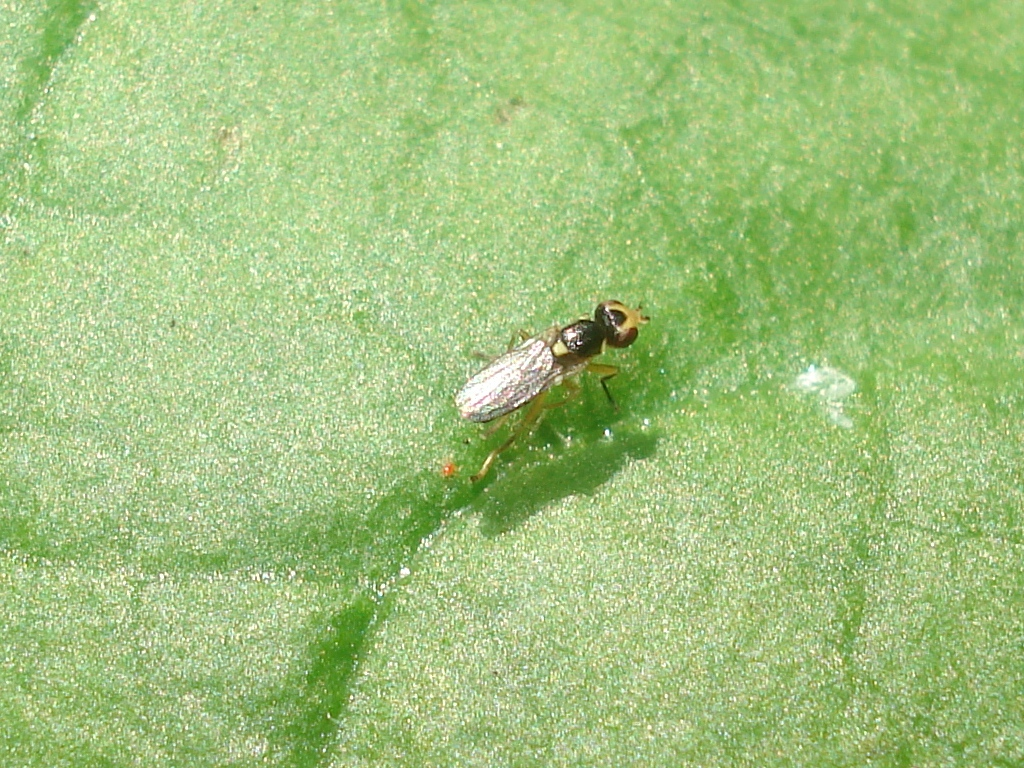
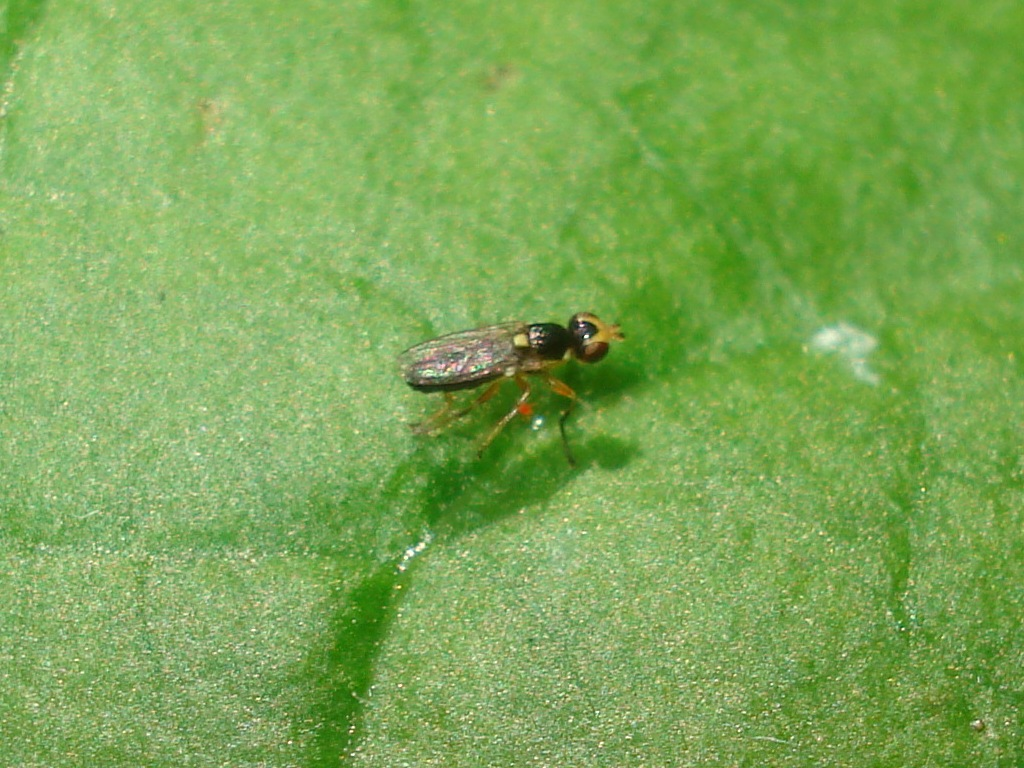
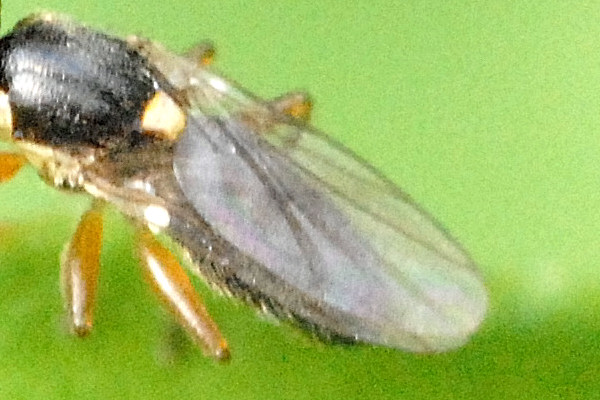